# Artabotrys stolzii
Artabotrys stolzii är en kirimojaväxtart som beskrevs av Friedrich Ludwig Diels. Artabotrys stolzii ingår i släktet Artabotrys och familjen kirimojaväxter. Inga underarter finns listade i Catalogue of Life.